# موراوانی (ناحیه هودونین)
موراوانی (به چکی: Moravany) یک روستا و شهرستان جمهوری چک در جمهوری چک است که در ناحیه هودونین واقع شده‌است. موراوانی ۱۰٫۸۸ کیلومتر مربع مساحت و ۷۴۲ نفر جمعیت دارد و ۲۴۸ متر بالاتر از سطح دریا واقع شده‌است.